# Паринакота
Паринакота (ісп. Parinacota) — великий стратовулкан в Андах на кордоні Болівії і Чилі висотою 6348 м. Паринакота розташовується в національному парку Лаука, 145 кілометрів на захід від міста Арика в хребті Кордильєра-Оксиденталь Центральних Анд. Разом з вулканом Померапе, який лежить від нього в північно-східному напрямі, Паринакота утворює комплекс Пайячата, перед яким розташовано озеро Чунґара.